# Steintor (Goch)

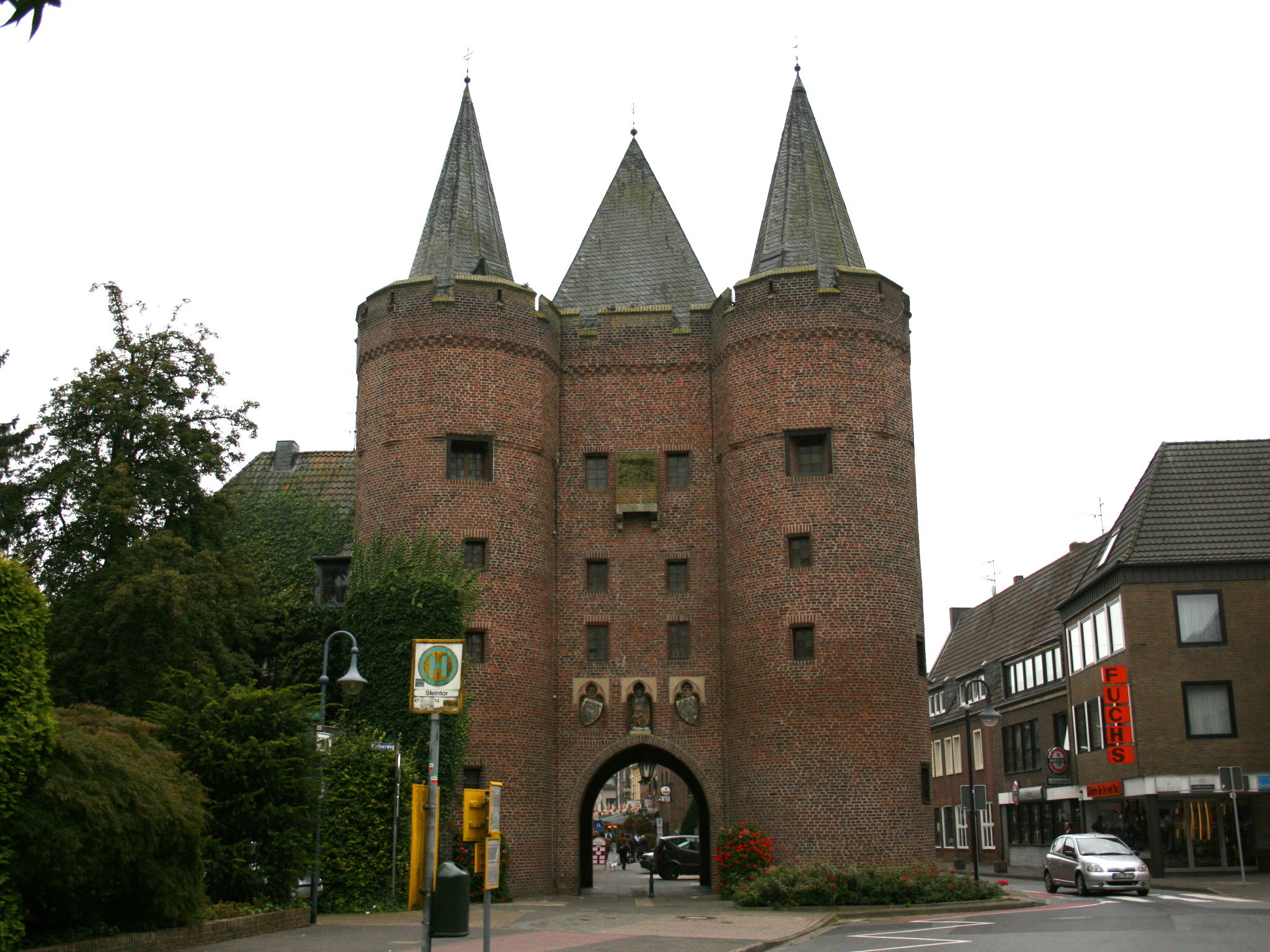
Steintor, Nordseite

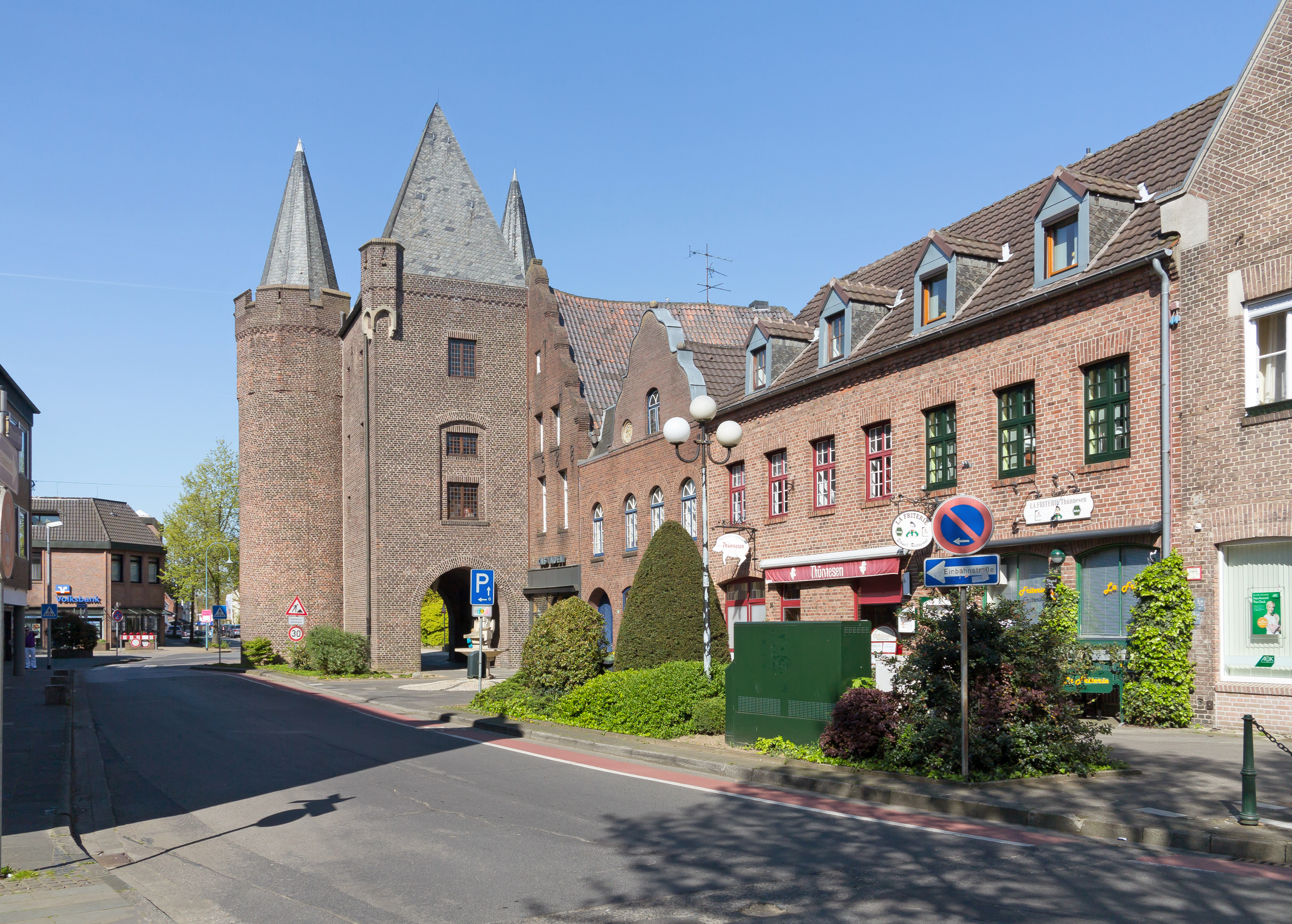
Steintor, Südseite

Das Steintor ist ein Doppelturmtor und das einzige erhaltene von ehemals vier Stadttoren der Stadt Goch am Niederrhein.

## Geschichte
Als Befestigung der Stadt Goch sind für 1341 Wälle, für 1366 Stadtmauern bezeugt. Das Steintor wurde 1371 erstmals erwähnt. Auch die drei im frühen 19. Jahrhundert abgebrochenen übrigen Stadttore (Frauentor, Mühlentor, Voßtor) stammten wohl aus der zweiten Hälfte des 14. Jahrhunderts. Im 19. Jahrhundert diente das Tor als Gefängnis. Am 24. Oktober 1919 stürzte der südliche Mittelteil ein. Johann Klein verhinderte seinerzeit den Abbruch, so dass das Steintor wieder instand gesetzt wurde. Ab 1930 fungiert es als Heimatmuseum. Am 1. Oktober 1936 wurde das Steintor Sitz der Hitler-Jugend. Nach seiner Wiederherstellung infolge von Schäden des Zweiten Weltkrieges wurde das Steintor als Polizeiwache der Stadt genutzt. 1956–1991 diente das Steintor wieder als Museum, bzw. von 1956 bis 1976 auch als Stadtarchiv. Heute werden die Räumlichkeiten in der ersten Etage als Karnevalsmuseum sowie in der 2. Etage vom Heimat- und Verkehrsverein genutzt.

## Baubeschreibung

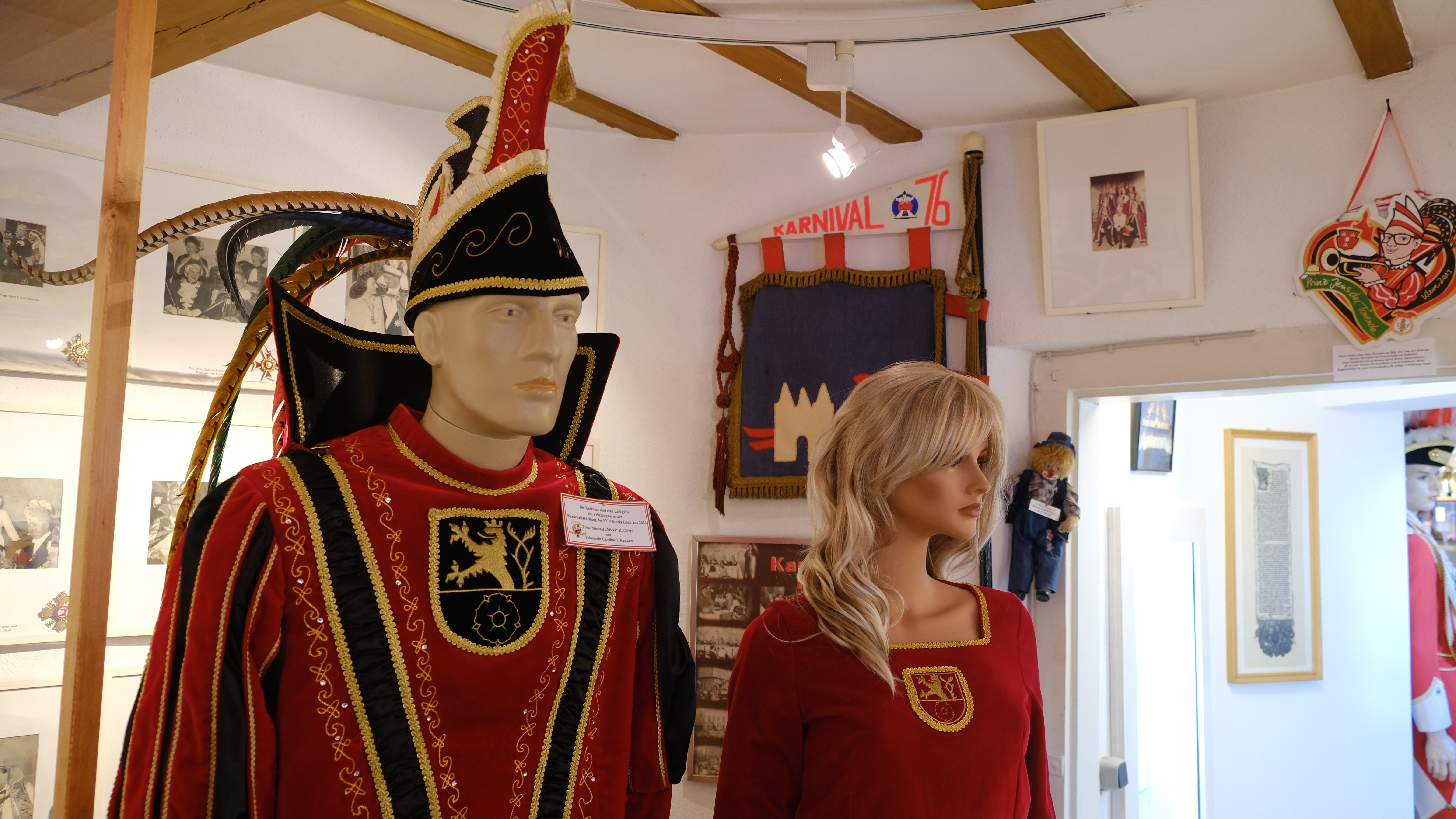
Im Karnevalsmuseum

Das Steintor besteht aus einem Mittelteil auf rechteckigem Grundriss, der von zwei Rundtürmen flankiert wird. Der viergeschossige Mittelteil ist mit einem steilen Walmdach gedeckt und besitzt im Erdgeschoss eine spitzbogige Tordurchfahrt, über der sich drei Nischen befinden, die mit Steinmetzarbeiten des 19. Jahrhunderts geschmückt sind (Heiliger Georg mit Stadtwappen, preußisches Wappen, Reichswappen). Zwischen den Fenstern im dritten Stock sitzt eine Pechnase. Das oberste Geschoss der mit spitzen Dächern versehenen Rundtürme ist als Zehneck ausgeführt. An den Türmen und der Feldseite des Mittelteils wird das Tor von einem Zinnenkranz bekrönt.